# Делтона
Делтона (англ. Deltona) — город на востоке штата Флорида, на побережье Атлантического океана. Расположен в округе Волуша. Находится к северу от озера Монро.
Население собственно города — 84 264 человека (2009 год) агломерации Делтона — Дейтона-Бич — Ормонд-Бич — 495 890 человек (2009 год). Делтона вместе с другими городами агломерации относится к конурбации Орландо — Делтона — Дейтона-Бич с населением 2 747 614 человек (2009 год).
Перед приданием Флориде статуса штата в 1845 году здесь жили индейцы Тимукуа. Город Делтона является спланированным городом, начал застраиваться в 1962 году. Название составлено из названий двух ближайших городов: Де-Ланд и Дейтона. Официально статус города получен в 1995 году.
Среднесуточная температура июля — +28, января — +15. Ежегодные осадки — 1300 мм с пиком на июнь-сентябрь месяцы.